# Fàbrica Vella (Súria)
La Fàbrica Vella és una obra de Súria (Bages) protegida com a bé cultural d'interès local.

## Descripció
Edifici situat a la zona de Sant Sebastià, a la part oriental del riu Cardener. Es tracta d'un antic molí, convertit posteriorment en fàbrica. És una construcció de planta rectangular, de dos cossos i en forma de L. Es poden diferenciar etapes constructives degut al canvi de material i a la remunta del darrer pis. Cal destacar alguns elements arquitectònics com l'heterogeneïtat d'obertures amb arcs de descàrrega de maó, la doble arcada o les dues capelletes (una tapiada) de la façana nord - occidental.

## Història
L'any 1705 es va iniciar la construcció d'un molí paperer a Súria: el molí dels Alsina. Des de l'any 1740 trobem paper amb la filigrana dels Alsina. De fet es tractava d'un conjunt de molins on hi havia també un molí de farina i un de sal. Durant la primera guerra carlina el molí va patir importants desperfectes. El 1850 les obres no s'havien fet tal com eren pactades, i va haver-hi desavinences entre l'arrendatari i Cristòfol Muncunill i Alsina, hereu del patrimoni dels Alsina. La fàbrica es va construir damunt l'antic molí fariner, i la nau del molí paperer es va sobrealçar i es va convertir en habitatges per al personal de la fàbrica. El 14 de gener de 1925 un gran incendi va destruir la nau tèxtil, tot i que va respectar el bloc de pisos on hi havia el molí paperer, i va suposar el tancament definitiu de la fàbrica.